# (110298) Deceptionisland
(110298) Deceptionisland est un astéroïde de la ceinture principale.

## Description
(110298) Deceptionisland est un astéroïde de la ceinture principale. Il fut découvert le 25 septembre 2001 à l'Observatoire Desert Eagle par William Kwong Yu Yeung. Il présente une orbite caractérisée par un demi-grand axe de 2,27 UA, une excentricité de 0,21 et une inclinaison de 1,9° par rapport à l'écliptique.

## Compléments